# Halomonas
Genre
Halomonas est un genre de bactéries halophiles de la famille des Halomonadaceae.

## Liste d'espèces
- Selon World Register of Marine Species (2 déc. 2010)[1] :
  - Halomonas axialensis Kaye, Marquez, Ventosa & Baross, 2004
  - Halomonas halocynthiae Romanenko, Schumann, Rohde, Mikhailov & Stackebrandt, 2002
  - Halomonas hydrothermalis Kaye, Marquez, Ventosa & Baross, 2004
  - Halomonas neptunia Kaye, Marquez, Ventosa & Baross, 2004
  - Halomonas sulfidaeris Kaye, Marquez, Ventosa & Baross, 2004
- GFAJ-1[2]
- Halomonas titanicae, Mann, Kaur, Sánchez-Porro & Ventosa, 2010